# Traumton Records
Traumton Records is een onafhankelijk Duits platenlabel, dat gespecialiseerd is in jazz, wereldmuziek, ambient en popmuziek. Het label is gevestigd in Berlijn.
In 1989 begonnen producent en componist Wolfgang Loos en musicus Stefanie Marcus onder de naam Traumton een productiefirma, opnamestudio en muziekuitgeverij. In 1992 volgde een platenlabel. De catalogus van het label omvat meer dan zeventig uitgaven, van Loos zelf (experimenteel werk onder de naam KooKoon), andere Duitse artiesten zoals jazzmusicus Frederik Köster, maar ook internationale namen zoals Jasper van 't Hof, David Friedman, David Moss, de Zwitserse jazzzangeres Erika Stucky, Theo Bleckmann, Kirk Nurock en Bobo.